# 小行星6396
小行星6396（英語：6396 Schleswig）是一颗围绕太阳公转的小行星。1991年1月15日，佛蒙特·伯根在陶腾堡发现了此天体。
这颗小行星的绝对星等为250.60471等。